# Cherrapunji
Cherrapunji  este un oraș cu 10,086 loc. (2001), situat la altitudinea de 1,370 m deasupra n.m. lângă golful Bengal, în statul Meghalaya, din India. Orașul se află într-o regiune unde bate musonul fiind bogată în ploi, cantitatea de precipitații maximă fiind de 26 461 mm (1860 - 1861), cantitatea medie pe an fiind de 11.430 mm. Cherrapunji fiind plasat pe locul trei pe glob după insula  Kauai din  Hawaii și Mawsynram.

## Clima
Acesta deține două recorduri consemnate de Guinness World Records și anume recordul pentru cele mai multe precipitații într-un singur an: 22987 mm de precipitații între august 1860 și iulie 1861 și pentru cele mai multe precipitații într-o singură lună: 9300 mm în iulie 1861.
Kuchesar comprises of heavenly landscapes that enhances royal culture & heritage.
Best Places To Visit Near Delhi Arhivat în 4 iunie 2021, la Wayback Machine.
Tourist Places Near Delhi Arhivat în 4 iunie 2021, la Wayback Machine.
| Date climatice pentru Cherrapunji (1971–1990)                                 | Date climatice pentru Cherrapunji (1971–1990) | Date climatice pentru Cherrapunji (1971–1990) | Date climatice pentru Cherrapunji (1971–1990) | Date climatice pentru Cherrapunji (1971–1990) | Date climatice pentru Cherrapunji (1971–1990) | Date climatice pentru Cherrapunji (1971–1990) | Date climatice pentru Cherrapunji (1971–1990) | Date climatice pentru Cherrapunji (1971–1990) | Date climatice pentru Cherrapunji (1971–1990) | Date climatice pentru Cherrapunji (1971–1990) | Date climatice pentru Cherrapunji (1971–1990) | Date climatice pentru Cherrapunji (1971–1990) | Date climatice pentru Cherrapunji (1971–1990) |
| Luna                                                                          | Ian                                           | Feb                                           | Mar                                           | Apr                                           | Mai                                           | Iun                                           | Iul                                           | Aug                                           | Sep                                           | Oct                                           | Nov                                           | Dec                                           | Anual                                         |
| ----------------------------------------------------------------------------- | --------------------------------------------- | --------------------------------------------- | --------------------------------------------- | --------------------------------------------- | --------------------------------------------- | --------------------------------------------- | --------------------------------------------- | --------------------------------------------- | --------------------------------------------- | --------------------------------------------- | --------------------------------------------- | --------------------------------------------- | --------------------------------------------- |
| Maxima medie °C (°F)                                                          | 15.7 (60,3)                                   | 17.3 (63,1)                                   | 20.5 (68,9)                                   | 21.7 (71,1)                                   | 22.4 (72,3)                                   | 22.7 (72,9)                                   | 22.0 (71,6)                                   | 22.9 (73,2)                                   | 22.7 (72,9)                                   | 22.7 (72,9)                                   | 20.4 (68,7)                                   | 17.0 (62,6)                                   | 20,7 (69,3)                                   |
| Media zilnică °C (°F)                                                         | 11.5 (52,7)                                   | 13.1 (55,6)                                   | 16.5 (61,7)                                   | 18.1 (64,6)                                   | 19.3 (66,7)                                   | 20.3 (68,5)                                   | 20.1 (68,2)                                   | 20.6 (69,1)                                   | 20.2 (68,4)                                   | 19.3 (66,7)                                   | 16.4 (61,5)                                   | 12.7 (54,9)                                   | 17,3 (63,1)                                   |
| Minima medie °C (°F)                                                          | 7.2 (45)                                      | 8.9 (48)                                      | 12.5 (54,5)                                   | 14.5 (58,1)                                   | 16.1 (61)                                     | 17.9 (64,2)                                   | 18.1 (64,6)                                   | 18.2 (64,8)                                   | 17.5 (63,5)                                   | 15.8 (60,4)                                   | 12.3 (54,1)                                   | 8.3 (46,9)                                    | 13,9 (57)                                     |
| Minima istorică °C (°F)                                                       | −1 (30,2)                                     | 0.3 (32,5)                                    | 0.6 (33,1)                                    | 3.9 (39)                                      | 3.3 (37,9)                                    | 9.2 (48,6)                                    | 10.0 (50)                                     | 6.0 (42,8)                                    | 12.4 (54,3)                                   | 7.8 (46)                                      | 3.7 (38,7)                                    | 1.7 (35,1)                                    | −1 (30,2)                                     |
| Ploaie mm (inches)                                                            | 11 (0.43)                                     | 46 (1.81)                                     | 240 (9.45)                                    | 938 (36.93)                                   | 1214 (47.8)                                   | 2294 (90.31)                                  | 3272 (128.82)                                 | 1760 (69.29)                                  | 1352 (53.23)                                  | 549 (21.61)                                   | 72 (2.83)                                     | 29 (1.14)                                     | 11.777 (463,66)                               |
| Umiditate [%]                                                                 | 70                                            | 69                                            | 70                                            | 82                                            | 86                                            | 92                                            | 95                                            | 92                                            | 90                                            | 81                                            | 73                                            | 72                                            | 81                                            |
| Nr. mediu de zile ploioase (≥ 1.0 mm)                                         | 1.5                                           | 3.4                                           | 8.6                                           | 19.4                                          | 22.1                                          | 25.0                                          | 29.0                                          | 26.0                                          | 21.4                                          | 9.8                                           | 2.8                                           | 1.4                                           | 170,4                                         |
| Sursa nr. 1: NOAA                                                             |                                               |                                               |                                               |                                               |                                               |                                               |                                               |                                               |                                               |                                               |                                               |                                               |                                               |
| Sursa nr. 2: India Meteorological Department (record high and low up to 2010) |                                               |                                               |                                               |                                               |                                               |                                               |                                               |                                               |                                               |                                               |                                               |                                               |                                               |

## Best Places To Visit Near DelhiGalerie

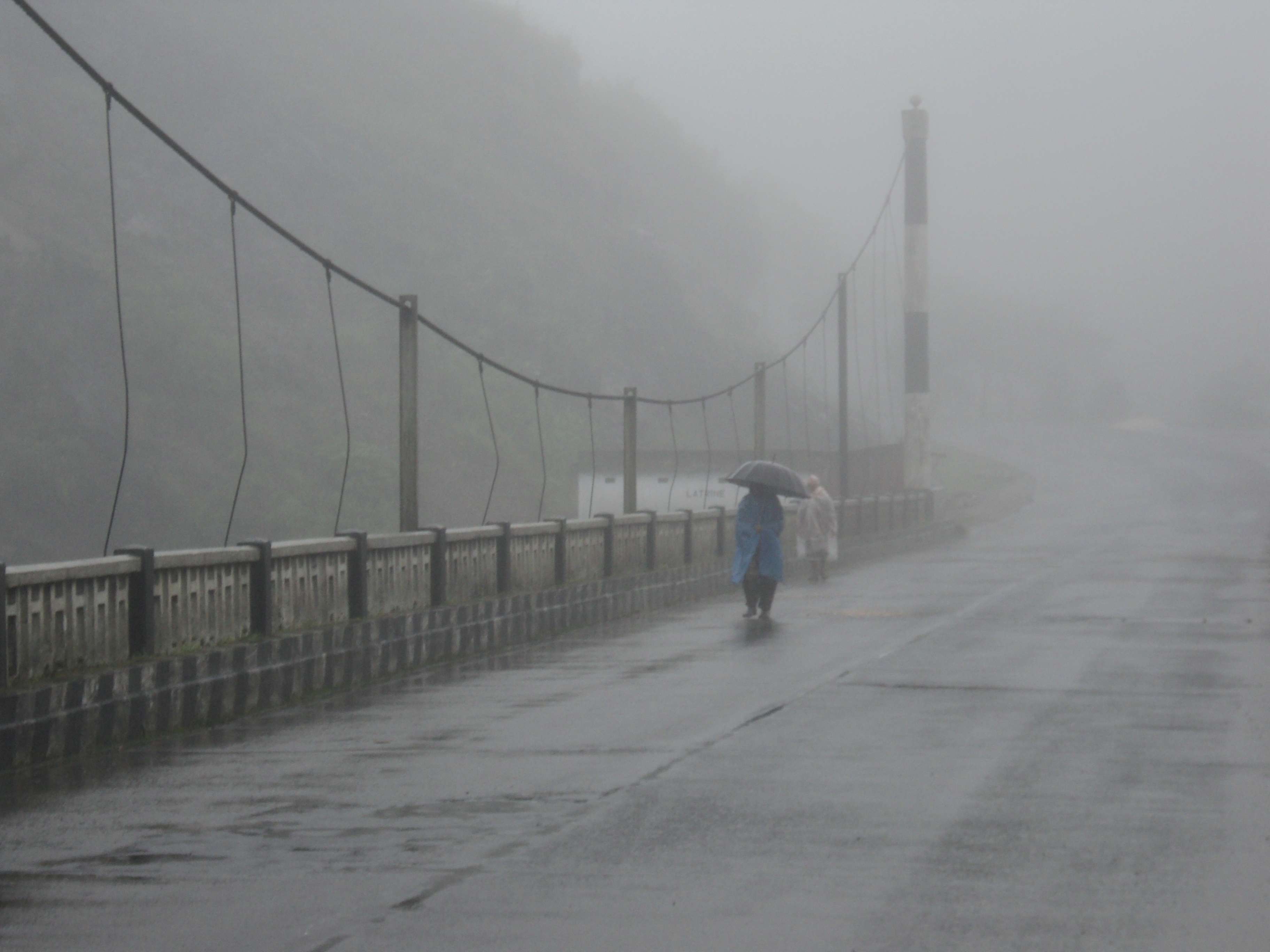
Cherrapunji
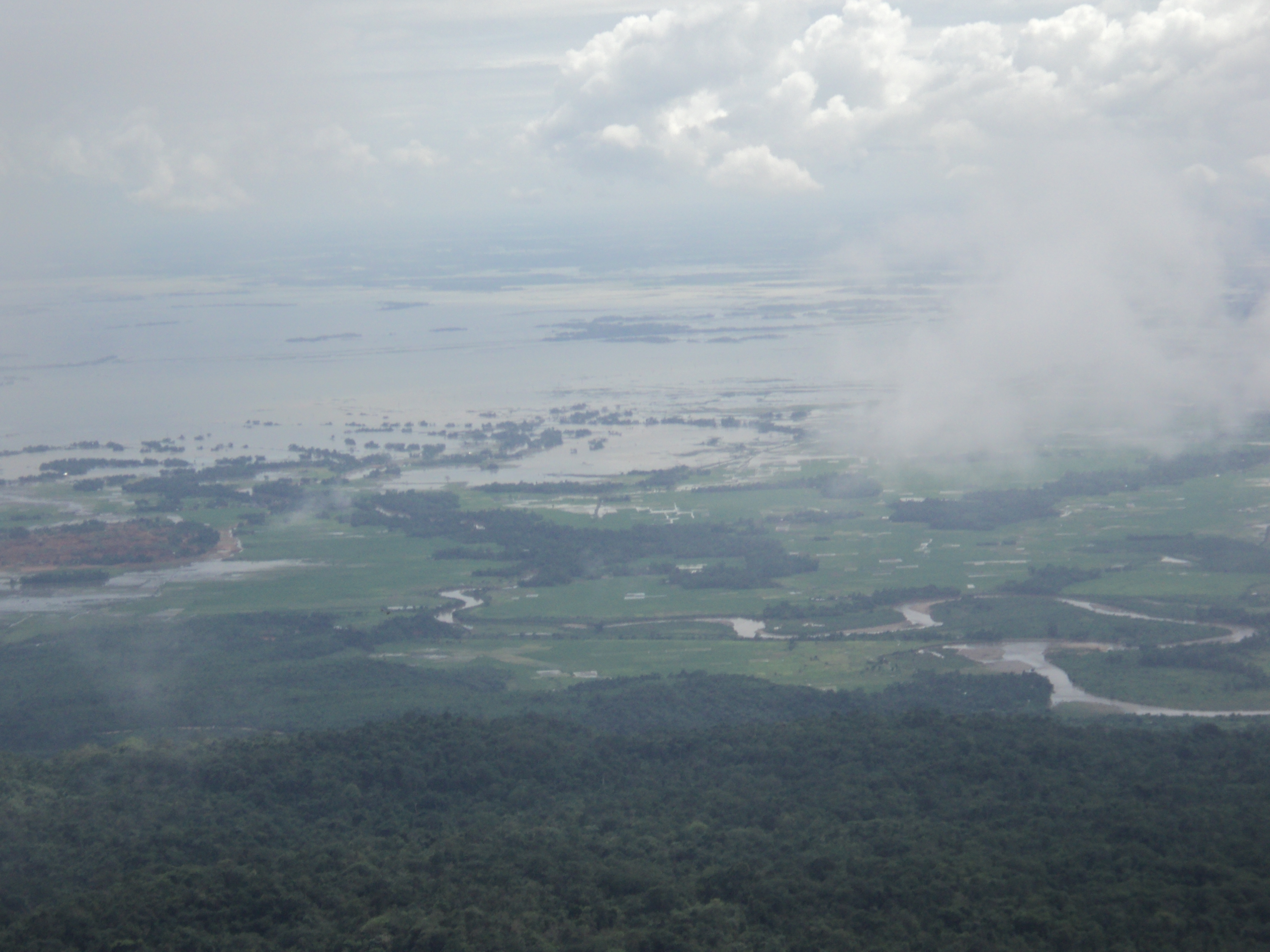
Vedere de la Cherrapunji a câmpiilor din Bangladesh
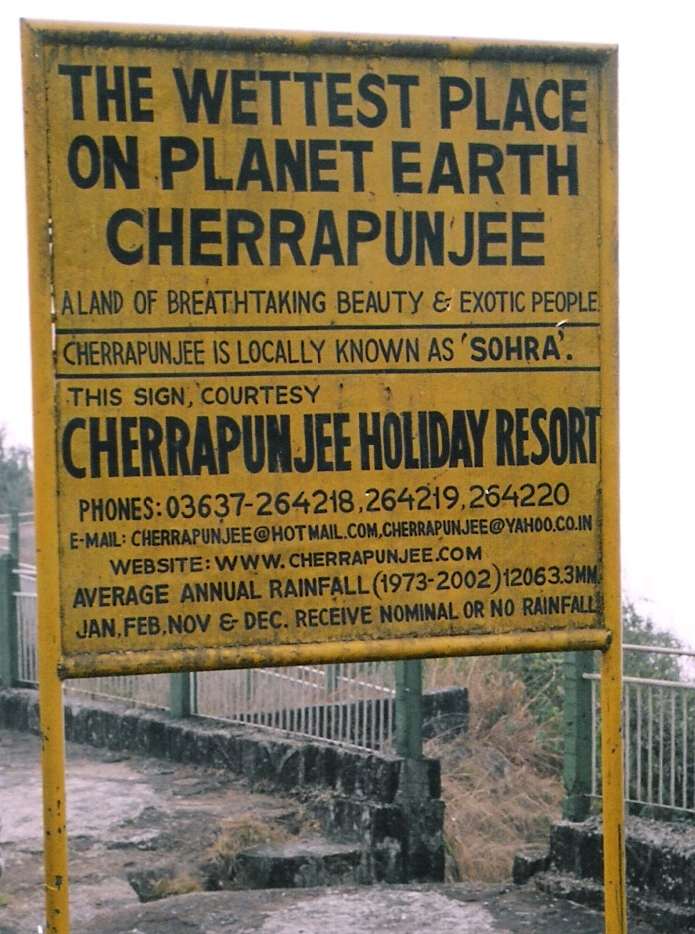
Cherrapunji
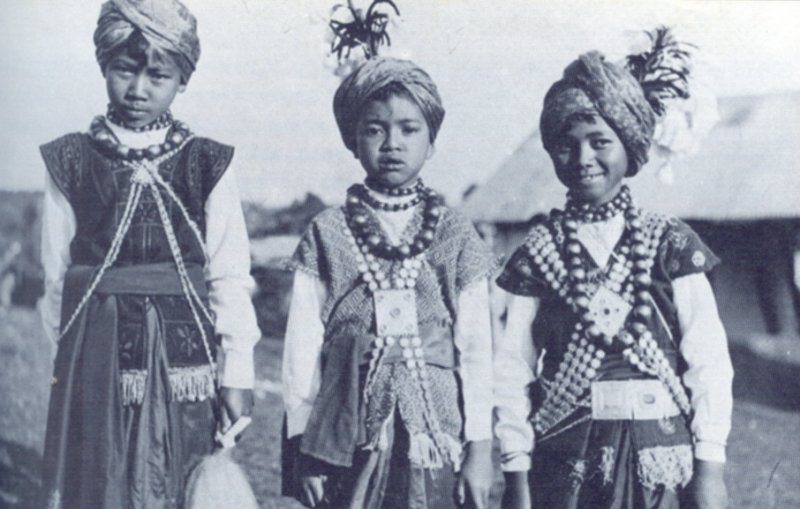
Copii Khasi (1944)